# Movimiento Centro Democrático
El Movimiento Centro Democrático (CD) es un movimiento político ecuatoriano, fundado en 2012 por Jimmy Jairala, como plataforma política personal. Se ubica en el centro del espectro político, siendo caracterizado por participar con candidatos de diversas ideologías políticas, mediante múltiples alianzas electorales locales.

## Historia

### Orígenes y expansión
Tras ser electo prefecto de Guayas por la alianza entre Una Nueva Opción (UNO) y el Partido Sociedad Patriótica (PSP) en las elecciones seccionales de 2009, Jimmy Jairala formó su propia tienda política, el Movimiento Centro Democrático. Fue legalizado por el Consejo Nacional Electoral (CNE) en 2012, como movimiento político local, de la Provincia de Guayas, siéndole otorgado por la lista 61. Para las elecciones seccionales de 2014, Jairala forjó una alianza con el movimiento oficialista, Alianza PAIS, para buscar su reelección. Es así que CD fue uno de los movimientos fundadores del Frente UNIDOS, coalición que apoyaba al gobierno de Rafael Correa. Jimmy Jairala fue reelecto y además, la alianza obtuvo siete alcaldías. 
Posteriormente, Jairala continuó con su agenda política personal, buscando ampliar su tienda política, convirtiéndolo en un movimiento político nacional. En enero de 2016, el CNE aprueba su transformación a movimiento nacional, otorgándole la lista 1. Una vez lograda su expansión, CD
se distanció de la coalición oficialista sin retirarse de esta, para enfocarse en su agenda política. En septiembre de 2016, Centro Democrático anunció la precandidatura presidencial del empresario Paúl Olsen Pons para las elecciones presidenciales de 2017; no obstante, dicha candidatura fue retirada el 20 de octubre, endosando la candidatura presidencial de Paco Moncayo de la Izquierda Democrática (ID). Aquello provocó su expulsión del Frente UNIDOS y su acercamiento al Acuerdo Nacional por el Cambio, la coalición que respaldaba a Moncayo.
En el balotaje presidencial, CD apoyó al candidato oficialista Lenín Moreno, quién ganó las elecciones. Es así que, tras la posesión de Moreno, Centro Democrático pasó a ser parte del oficialismo, siéndole otorgado a Raúl Ledesma, director nacional de CD, el Ministerio del Trabajo como cuota política. Posteriormente, Ledesma fue nombrado gobernador del Guayas y más tarde, ministro de ambiente hasta su renuncia en marzo de 2020. En las elecciones seccionales de 2019, el movimiento participó con múltiples alianzas electorales y candidatos de diversas ideologías políticas, destacándose la candidatura de Jimmy Jairala a la Alcaldía de Guayaquil. En dichos comicios, el movimiento obtuvo 2 prefecturas y 14 alcaldías, aunque la gran mayoría de los candidatos electos, solamente eran parte de las alianzas electorales, mas no pertenecían a CD. Por su parte, Jairala fue ampliamente derrotado en su carrera por la alcaldía guayaquileña, por Cynthia Viteri.

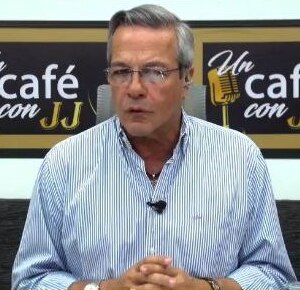
Jimmy Jairala, fundador y líder de Centro Democrático hasta su salida del movimiento en 2025.

Cuando se desplomó la popularidad del gobierno de Lenín Moreno, CD se alejó del oficialismo, acercándose nuevamente al correísmo, que para ese entonces, militaba en Fuerza Compromiso Social (FCS). En julio de 2020, forma junto con FCS, la coalición Unión por la Esperanza (UNES), la cual participó con Andrés Arauz en las elecciones presidenciales de 2021 Andrés Arauz venció en la primera vuelta, sin embargo, fue derrotado en el balotaje por Guillermo Lasso. En las elecciones legislativas, UNES fue lista más votada logrando 49 escaños. Es así que al comenzar la presidencia de Lasso, UNES fue la principal opositora a su gobierno, no obstante, la participación de CD dentro de la coalición era ínfima; Jairala y CD tuvieron una postura pasiva, a diferencia de la postura claramente opositora del movimiento correísta. Es así que en 2022, Centro Democrático abandonó UNES, participando en las elecciones seccionales de 2023 con una estrategia similar a la de 2019, con candidatos y coaliciones de toda índole. Asimismo, Jairala volvió a terciar por la alcaldía guayaquileña; sin embargo, esta vez su votación descendió considerablemente, obteniendo apenas el cuarto lugar, con el 10,34% de votos.

### Actualidad
Ante las elecciones presidenciales extraordinarias de 2023, CD presentó la precandidatura del político conservador Eduardo Maruri, sin embargo, a los pocos días, Maruri declinó su candidatura, endosando la de Otto Sonnenholzner. Ante esto, el movimiento optó por adherirse a la candidatura de Jan Topić, en una coalición denominada Por Un País Sin Miedo, conformada por el Partido Social Cristiano (PSC), Partido Sociedad Patriotica (PSP) y Centro Democrático (CD). Topić obtuvo el cuarto puesto, con el 14,41% de votos, mientras que, en las simultáneas elecciones legislativas, Centro Democrático obtuvo apenas dos curules. Aunque en el balotaje de dichas elecciones presidenciales, el movimiento afirmó no apoyar a ningún candidato, tras la elección de Daniel Noboa, CD pasó a ser aliado del oficialismo. Es así que los representantes del movimiento en la Asamblea Nacional, pasaron a formar parte de la bancada de gobierno, adhiriéndose a la coalición oficialista, Acción Democrática Nacional (ADN).
Para las elecciones presidenciales de 2025, Centro Democrático presenta la candidatura de su líder Jimmy Jairala. Jairala obtuvo el séptimo puesto, con el 0,40 % de los votos, mientras que, en las simultáneas elecciones legislativas, Centro Democrático no obtuvo ninguna curul. En el balotaje CD decide apoyar la candidatura de Luisa González.
Debido a los pésimos resultados, Jimmy Jairala decide abandonar Centro Democrático y retirarse de la política el 17 de marzo de 2025.

## Resultados Electorales

### Elecciones Presidenciales
|  | 32,72 % |

|  | 47,64 % |

|  | 14,67 % |

|  | 0,40 % |

### Elecciones Legislativas
|  | 1,10 % |

|  | 32,21 % |

|  | 1,46 % |

### Elecciones seccionales
|  | 100 % |

|  | 28,00 % |

|  | 8,70 % |

|  | 6,33 % |

|  | 0,00 % |

|  | 7,69 % |